# János Bolyai
János Bolyai (15 de diciembre de 1802, Kolozsvár, actual Cluj-Napoca, Rumanía-27 de enero de 1860, Târgu Mureș, Rumanía) fue un matemático húngaro (por entonces su lugar natal formaba parte del Imperio austrohúngaro). Conocido en la literatura matemática también como Johann Bolyai, es famoso por sus trabajos acerca de la geometría no euclidiana, compartiendo la autoría de su descubrimiento de forma independiente con el alemán Carl Friedrich Gauss y con el ruso Nikolái Lobachevski. 

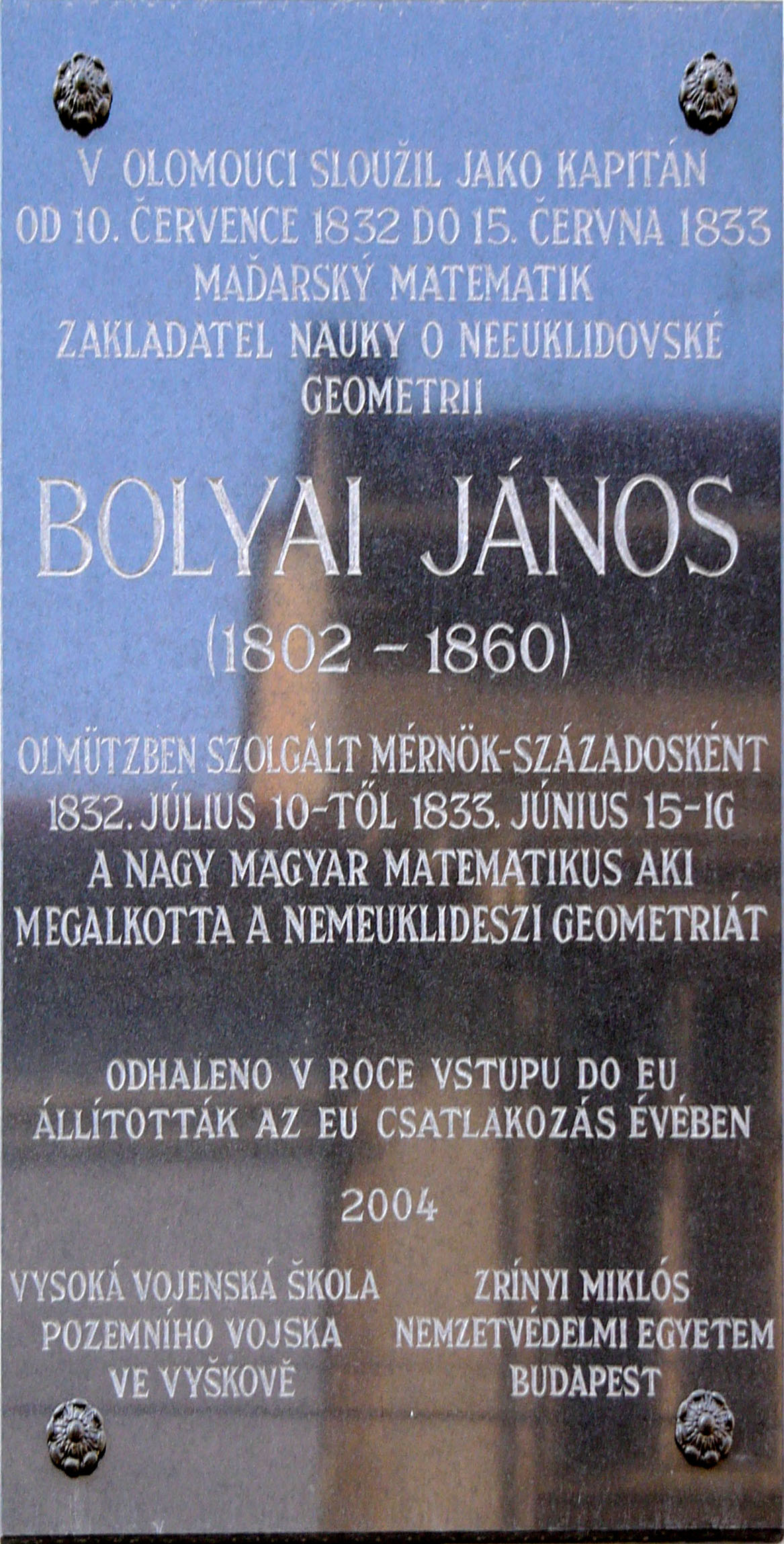
Placa conmemorativa de János Bolyai en Olomouc (República Checa).

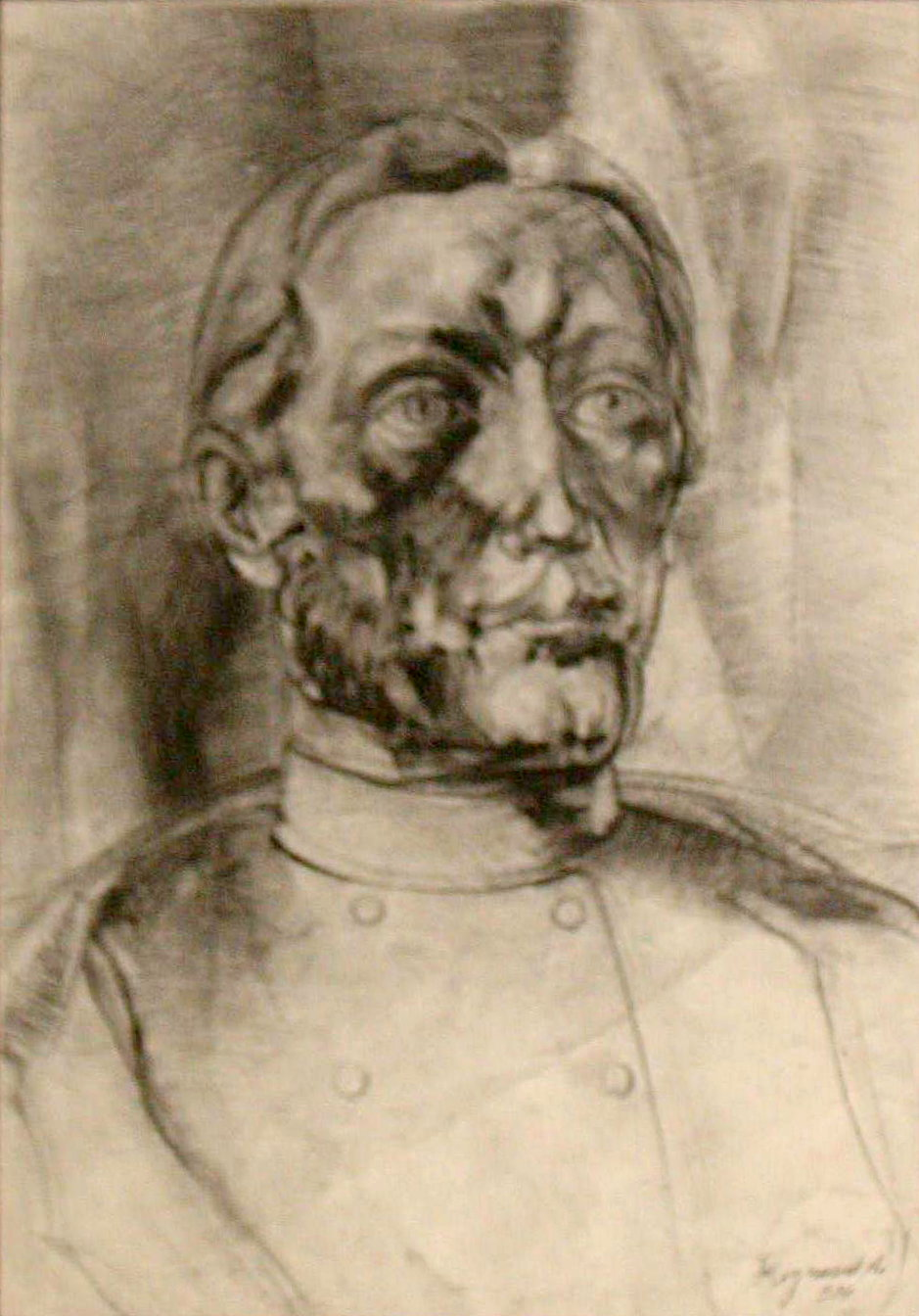
János Bolyai (1802-1860), matemático húngaro (obra de Attila Zsigmond)

## Primeros años de vida
Bolyai nació en la ciudad transilvana de Kolozsvár (Klausenburg) (actualmente Cluj-Napoca en Rumanía), entonces parte de Hungría integrada en el Imperio austrohúngaro. Era hijo de Zsuzsanna Benkő y de Farkas Bolyai, conocido matemático y amigo de Carl Friedrich Gauss.

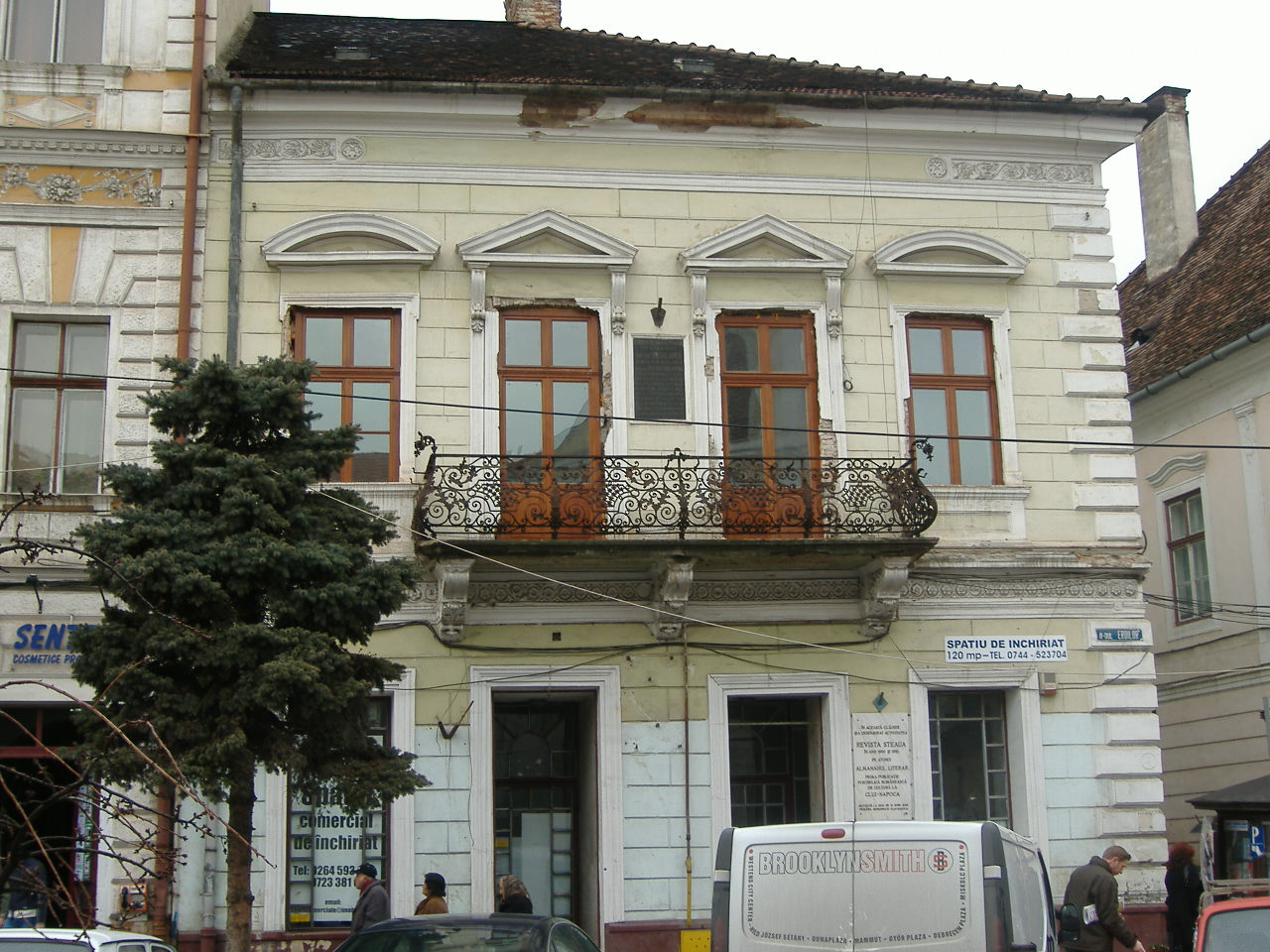
Casa natal del matemático János Bolyai

Había sido educado por su padre, profesor de matemáticas, y a la edad de 13 años ya dominaba el cálculo y otras formas de mecánica analítica. Estudió en el Real Colegio de Ingeniería de Viena entre 1818 y 1822.

## Carrera
El análisis del postulado de las paralelas de Euclides llegó a convertirse en una obsesión para el joven János, hasta el punto de que su padre le escribió advirtiéndole de que: 

"Por amor de Dios te lo ruego, olvídalo. Témelo como a las pasiones sensuales, porque lo mismo que ellas, puede llegar a absorber todo tu tiempo y privarte de tu salud, de la paz de espíritu y de la felicidad en la vida".

János, no obstante, persistió en su búsqueda, y finalmente llegó a la conclusión de que el postulado es independiente de los otros axiomas de Euclides e ideó diferentes geometrías consistentes construidas a partir de la negación del postulado.
Tras su descubrimiento, le escribió a su padre: "He creado un mundo nuevo y diferente de la nada."
Entre 1820 y 1823 preparó un tratado sobre un sistema completo de geometría no euclidiana. El trabajo de Bolyai se publicó en 1832 como un apéndice de un libro de texto de matemáticas de su padre.
En 1848 Bolyai descubrió que Lobachevski había publicado un trabajo similar en 1829 (tres años antes que él), aunque era menos general que el suyo y solo contenía el desarrollo de la geometría hiperbólica. Bolyai y Lobachevski no se conocían entre sí, y no tenían noticia de sus respectivos trabajos. Sin embargo, esta situación se tradujo en que sus logros matemáticos no fueron merecidamente reconocidos. Su padre le había enviado una carta a Gauss con el trabajo de János, y el matemático alemán le contestó que no podía elogiar este trabajo sin elogiarse a sí mismo, porque había mantenido puntos de vista similares desde hacía muchos años, aunque no los había publicado. Si bien en cartas a otros matemáticos Gauss reconoció el prominente genio de Bolyai (al leer el apéndice escribió a un amigo diciéndole: "Considero a este joven geómetra Bolyai como un genio de primer orden"), la persistente falta de reconocimiento público desanimó irremediablemente al temperamental János Bolyai, que ya nunca continuó su carrera como matemático.
Además de su trabajo en geometría, Bolyai desarrolló un concepto geométrico riguroso de los números complejos como pares ordenados de números reales. El descubrimiento que hizo de una geometría alternativa contribuyó unas décadas después al establecimiento de la estructura relativista del universo, y ayudó a los matemáticos a estudiar conceptos abstractos independientemente de cualquier posible relación con el mundo de la física.
En 1833, aquejado de fiebres, tuvo que jubilarse de su carrera militar, dedicándose desde entonces a la investigación matemática. Murió de neumonía, el 27 de enero de 1860 en Marosvásárhely, Hungría. A pesar de que nunca llegó a publicar más que las 24 páginas del apéndice, dejó más de 20 000 páginas de manuscritos matemáticos cuando murió. Estos se pueden encontrar ahora en la librería Bolyai–Teleki de Marosvásárhely (hoy Târgu Mureş).

## Vida personal
Perteneció al cuerpo de oficiales-ingenieros de la armada austríaca durante once años, donde se destacó por su gran capacidad lingüística, que le permitió hablar hasta nueve idiomas extranjeros (incluido el chino) y por sus cualidades de violinista, bailarín y esgrimista.

Se cuenta de él que fue desafiado por trece oficiales de su guarnición, situación no imposible teniendo en cuenta su forma de pensar tan diferente de la de todos los demás. Se enfrentó uno tras otro a todos ellos, con la única condición de que se le debía permitir tocar el violín durante el intervalo entre duelo y duelo. Desarmó o hirió a todos sus oponentes. Se puede imaginar fácilmente que su temperamento no congeniaba lo más mínimo con el de sus superiores militares. Se retiró del servicio en 1833.

No se conserva ningún retrato original de Bolyai. Una imagen no auténtica aparece en algunas enciclopedias y en un sello de correos húngaro.

## Reconocimientos
- La Universidad Babeş-Bolyai de Cluj-Napoca, establecida en 1959, lleva su nombre, al igual que el János Bolyai Mathematical Institute de la Universidad de Szeged, y numerosas escuelas primarias en toda Hungría.
- Una calle en Budapest, Hungría y otra en Timișoara, Rumania llevan su nombre.
- La sociedad profesional de los matemáticos húngaros lleva su nombre.
- Bolyai es un personaje menor de la novela de Poul Anderson "Operation Changeling", un relato de ciencia ficción de 1969 en el que las habilidades únicas de este personaje permiten a los protagonistas navegar por la geometría no euclidiana del Infierno.
- Existe un premio matemático otorgado cada cinco años denominado Bolyai Prize.
- El cráter lunar Bolyai también lleva este nombre en su memoria.[7]